# 1-氯-2-丙醇
1-氯-2-丙醇（英語：1-chloro-2-propanol），分子式为C3H7OCl，结构简式为CH3CHOHCH2Cl。1-氯-2-丙醇是氯丙醇的两种异构体之一，可由丙烯与次氯酸作用生成。其性质活泼，与氢氧化钙作用生成1,2-环氧丙烷，与氨作用生成1-氨基-2-丙醇。

## 性质
1-氯-2-丙醇是无色、具有醚臭的液体，溶于水和乙醇。1-氯-2-丙醇有毒，吸入高浓度蒸气可损害体内器官和神经系统，严重时可致死。

## 制备
1-氯-2-丙醇可由丙烯与次氯酸在压强0.12-0.13MPa、温度45-60℃下进行加成生成。反应后，经中和、蒸馏得到成品。
CH3CH2＝CH2 + HOCl → CH3CHOHCH2Cl

## 用途
1-氯-2-丙醇可用于制造环氧丙烷或丙二醇，广泛用于生产聚氨基甲酸酯和其他不饱和聚酯树脂，也用于合成药品氯丙嗪。